# Cempereng
Cempereng is een bestuurslaag in het regentschap Batang van de provincie Midden-Java, Indonesië. Cempereng telt 1631 inwoners (volkstelling 2010).